# Amphipoea paludis-flavo
Amphipoea paludis-flavo là một loài bướm đêm trong họ Noctuidae.